# Saint-Privat-d'Allier (comuna suprimida)
 Saint-Privat-d'Allier  era una comuna francesa situada en el departamento de Alto Loira, de la región de Auvernia-Ródano-Alpes, que el 1 de enero de 2017 fue suprimida al fusionarse con la comuna de Saint-Didier-d'Allier, y formar la comuna nueva de Saint-Privat-d'Allier.
Se encuentra en la Via Podiensis del Camino de Santiago.

## Demografía
| Gráfica de evolución demográfica de Saint-Privat-d'Allier entre 1800 y 2013 |
|                                                                             |

Los datos demográficos contemplados en este gráfico de la comuna de Saint-Privat-d'Allier se han cogido de 1800 a 1999 de la página francesa EHESS/Cassini, y los demás datos de la página del INSEE.